# Pico Maior de Friburgo
Der Pico Maior de Friburgo ist mit 2366 Metern der höchste Gipfel der Serra do Mar in Brasilien.
Der Berg liegt im Municipio der Stadt Nova Friburgo im Bundesstaat Rio de Janeiro. Er ist die höchste Felsformation der Três Picos de Salinas im gleichnamigen Parque Estadual dos Três Picos. Der Pico Maior de Friburgo ist ein beliebtes Ziel von Bergsteigern. 